# Miclești (gmina Banca)
Miclești – wieś w Rumunii, w okręgu Vaslui, w gminie Banca. W 2011 roku liczyła 257 mieszkańców.